# تارزان و جین
«تارزان و جین» (انگلیسی: Tarzan & Jane) فیلمی در ژانر فانتزی است که در سال ۲۰۰۲ منتشر شد.

## خلاصه داستان
پس از یک سال زندگی مشترک، «جین» به این فکر می‌کند که به ماجراجوی‌هایشان با «تارزان» بازگردد و…

## بازیگران
- اولیویا دابو
- جف بنیت
- جیم کامینگز
- گری دلیسل
- کوین مایکل ریچاردسون
- تارا استرانگ